# Jérémie Mumbere
 (mai 2020).
Si vous disposez d'ouvrages ou d'articles de référence ou si vous connaissez des sites web de qualité traitant du thème abordé ici, merci de compléter l'article en donnant les références utiles à sa vérifiabilité et en les liant à la section « Notes et références ».
Jérémie Mumbere Mbusa est un footballeur international congolais évoluant au poste de milieu offensif à l'AS Vita Club.

## Biographie
Il reçoit sa première sélection en équipe de RD Congo le 18 septembre 2019, en amical contre le Rwanda (défaite 2-3).
Avec l'AS Vita Club, il participe à plusieurs reprises à la Ligue des champions d'Afrique.